# James Farrar
James Farrar es un actor británico conocido sobre todo por haber interpretado a Liam Gilmore en la serie Hollyoaks.

## Biografía
James creció en Greenwich, Londres. Se graduó del Central School of Speech and Drama en 2010.

## Carrera
En el 2011 apareció en el cortometraje Dominic donde dio vida a Will. 
En noviembre del mismo año apareció como invitado en un episodio de la exitosa serie británica EastEnders, donde interpretó a Brendan.
El 6 de agosto de 2012 se unió al elenco de la serie británica Hollyoaks, donde interpretó a Liam Gilmore, el hermano de Jennifer Gilmore hasta el 4 de abril de 2013 después de que su personaje decidiera irse al avergonzarse después que su hermana fuera arrestada por haber tenido una relación con una estudiante.

## Filmografía

### Series de televisión
| Año         | Título           | Personaje      | Notas                        |
| ----------- | ---------------- | -------------- | ---------------------------- |
| 2017        | Call the Midwife | Lester Watts   | episodio #6.1                |
| 2016        | Doctors          | Steven Cropper | episodio "Sparks"            |
| 2015        | Silent Witness   | Dean Fallon    | 2 episodios                  |
| 2013        | By Any Means     | Andy           | episodio #1.6                |
| 2012 - 2013 | Hollyoaks        | Liam Gilmore   | 23 episodios                 |
| 2011        | EastEnders       | Brendan        | episodio del 11 de noviembre |

### Películas
| Año  | Título  | Personaje | Notas                                                  |
| ---- | ------- | --------- | ------------------------------------------------------ |
| 2011 | Donkey  | David     | corto - junto a Andrew London y Isabel Steuble-Johnson |
| 2011 | Dominic | Will      | corto - junto a Daniel Caltagirone y Simon Tcherniak   |

### Teatro
| Año | Título            | Personaje      | Notas |
| --- | ----------------- | -------------- | ----- |
| -   | Othello's Revenge | Michael Cassio | -     |